# High bit rate Digital Subscriber Line
High bit rate Digital Subscriber Line (HDSL) jest standardem transmisji wyspecyfikowanym w Zaleceniu ITU-T G.991.1.
Rozwinięcie skrótu HDSL w literaturze światowej przyjmuje kilka alternatywnych form, m.in. High-bit-rate Digital Subscriber Loop, High data rate Digital Subscriber Line, itp. Polskim tłumaczeniem tych nazw jest cyfrowa linia abonencka o wysokiej przepustowości. 
HDSL do transmisji danych korzysta z miedzianych kabli telefonicznych. Wykorzystuje on jednak nie tak jak zwykłe telefony pasmo 300 - 3400 Hz, ale dużo szersze bo od 6 do 259 kHz. Jest to możliwe dzięki naturalnym pasmom przenoszenia par kabli miedzianych.
Technologia HDSL początkowo wykorzystywała do transmisji 2 Mb/s symetrycznie w obie strony aż 3 pary kabli miedzianych (SDSL). Postęp technologiczny objawiający się udoskonaleniem metod kodowania sygnału pozwolił jednak na redukcję najpierw do dwóch, a potem do jednej pary kabli koniecznych do uzyskania pełnej przepustowości 2 Mb/s symetrycznie, jaką zakładało HDSL.
Oprócz zalet HDSL jakimi jest wykorzystanie tradycyjnej infrastruktury telekomunikacyjnej na drodze do abonenta (ostatniej mili) posiada też wady. Najważniejszą z nich jest silna zależność przepustowości od długości kabli oraz stosunkowo mały zasięg ograniczający często zasięg technologii do dużych miast lub małych miasteczek posiadających własną centralę.
Technika symetrycznego cyfrowego łącza abonenckiego HDSL umożliwia dwukierunkowe przesyłanie strumieni E1 lub T1 na jednej, dwu lub trzech parach przewodów miedzianych. Jednoparowe łącze HDSL jest często wyróżniane jako technika transmisyjna SDSL. Charakteryzuje się ona mniejszym zasięgiem transmisji - maksymalnie do 3 km - niż HDSL kilkuparowy, lecz jej podstawową zaletą jest to, że wykorzystuje jedną parę przewodów miedzianych, którą zawsze dysponuje abonent.